# Kitano Takashi
Takashi Kitano (Nhật Bảnese: 北野 貴之, sinh ngày 4 tháng 10 năm 1982, Sapporo, Hokkaido) là một thủ môn bóng đá người Nhật Bản hiện tại thi đấu cho câu lạc bộ tại J3 League Gainare Tottori.

## Thống kê sự nghiệp câu lạc bộ
Tính đến 22 tháng 2 năm 2018.
| Thành tích câu lạc bộ | Thành tích câu lạc bộ | Thành tích câu lạc bộ | Giải vô địch | Giải vô địch | Cúp                   | Cúp                   | Cúp Liên đoàn | Cúp Liên đoàn | Tổng cộng | Tổng cộng |
| Mùa giải              | Câu lạc bộ            | Giải vô địch          | Số trận      | Bàn thắng    | Số trận               | Bàn thắng             | Số trận       | Bàn thắng     | Số trận   | Bàn thắng |
| Nhật Bản              | Nhật Bản              | Nhật Bản              | Giải vô địch | Giải vô địch | Cúp Hoàng đế Nhật Bản | Cúp Hoàng đế Nhật Bản | Cúp Liên đoàn | Cúp Liên đoàn | Tổng cộng | Tổng cộng |
| --------------------- | --------------------- | --------------------- | ------------ | ------------ | --------------------- | --------------------- | ------------- | ------------- | --------- | --------- |
| 2003                  | Albirex Niigata       | J2 League             | 0            | 0            | 0                     | 0                     | -             | -             | 0         | 0         |
| 2004                  | Albirex Niigata       | J1 League             | 0            | 0            | 0                     | 0                     | 0             | 0             | 0         | 0         |
| 2005                  | Albirex Niigata       | J1 League             | 0            | 0            | 0                     | 0                     | 0             | 0             | 0         | 0         |
| 2006                  | Albirex Niigata       | J1 League             | 24           | 0            | 2                     | 0                     | 4             | 0             | 30        | 0         |
| 2007                  | Albirex Niigata       | J1 League             | 34           | 0            | 1                     | 0                     | 6             | 0             | 41        | 0         |
| 2008                  | Albirex Niigata       | J1 League             | 32           | 0            | 2                     | 0                     | 4             | 0             | 38        | 0         |
| 2009                  | Albirex Niigata       | J1 League             | 34           | 0            | 4                     | 0                     | 4             | 0             | 42        | 0         |
| 2010                  | Omiya Ardija          | J1 League             | 34           | 0            | 2                     | 0                     | 4             | 0             | 40        | 0         |
| 2011                  | Omiya Ardija          | J1 League             | 34           | 0            | 1                     | 0                     | 0             | 0             | 35        | 0         |
| 2012                  | Omiya Ardija          | J1 League             | 24           | 0            | 2                     | 0                     | 2             | 0             | 28        | 0         |
| 2013                  | Omiya Ardija          | J1 League             | 27           | 0            | 3                     | 0                     | 4             | 0             | 34        | 0         |
| 2014                  | Omiya Ardija          | J1 League             | 15           | 0            | 1                     | 0                     | 1             | 0             | 17        | 0         |
| 2015                  | Cerezo Osaka          | J2 League             | 0            | 0            | 0                     | 0                     | –             | –             | 0         | 0         |
| 2016                  | Cerezo Osaka          | J2 League             | 0            | 0            | 0                     | 0                     | –             | –             | 0         | 0         |
| 2016                  | U-23 Cerezo Osaka     | J3 League             | 7            | 0            | –                     | –                     | –             | –             | 7         | 0         |
| 2017                  | Yokohama FC           | J2 League             | 0            | 0            | 0                     | 0                     | –             | –             | 0         | 0         |
| Tổng cộng sự nghiệp   | Tổng cộng sự nghiệp   | Tổng cộng sự nghiệp   | 265          | 0            | 18                    | 0                     | 29            | 0             | 312       | 0         |